# 布洛米唐海崖
68°3′S 66°40′W / 68.050°S 66.667°W
布洛米唐海崖（英語：Blow-me-down Bluff），是南極洲的海崖，位於葛拉漢地的法利埃海岸，處於東北冰川北岸，海拔高度1,820米，在1936年由英國探險隊測量，現時由南極條約體系管理。